# Branko Miljković
Branko Miljković, cyr. Бранко Миљковић (ur. 29 stycznia 1934 w Niszu, zm. 12 lutego 1961 w Zagrzebiu) – poeta serbski. Był przedstawicielem neosymbolizmu, który stawiał sobie za cel połączenie w harmonijną całość klasycznego symbolizmu i współczesnego surrealizmu. Prawdopodobnie popełnił samobójstwo, ale ta kwestia nie została nigdy dostatecznie wyjaśniona.
Poeta jest autorem wieńca sonetów zatytułowanego Tragični soneti (Sonety tragiczne).
Tom wierszy Branka Miljkovicia przełożyła na język polski Joanna Salamon.